# Anila
Anila, antigament escrit erròniament Avila, va ser un religiós hispanosueu, primer bisbe històricament ben documentat de la diòcesi de Tui, al càrrec de la qual estigué aproximadament entre el 568 i el 576.
Enrique Flórez el situa simplement al voltant del 572, com a assistent a la Segon Concili de Braga, on en l'ordre de subscripció és després del bisbe de Lugo, probablement perquè aquesta seu era utilitzada com a metròpoli per realitzar sínodes, si bé signa com a més antic que els bisbes d'Astorga i Britonia. Tui fou una diòcesi antiga a Hispània, per tant Anila va tenir predecessors, de fet, està documentada la presència dels quatre bisbes de Galícia en el Primer Concili de Braga del 561, però els noms no duen la seva titulació. Però amb l'arribada dels sueus a la península, les diòcesis gallegues van ser reformades, i se'n crearen noves, com la diòcesi de Lugo. Molt probablement l'antiga demarcació de Tui va quedar modificada, possiblement a causa de tenir un territori massa extens com per dur el seu govern des d'un únic punt, especialment en un moment en què es creaven noves parròquies, per la qual cosa les antigues diòcesis no es van veure afectades pels canvis de límits.